# Su-15 (1949)
Su-15 (ros.  Су-15 – pierwszy samolot o tym oznaczeniu), "samolot P" – radziecki odrzutowy myśliwiec przechwytujący, skonstruowany w 1949 w biurze konstrukcyjnym Suchoja. Pozostał na etapie prototypu. Oznaczenie Su-15 zostało później nadane seryjnie produkowanemu myśliwcowi przechwytującemu z lat 60. (zob. Su-15).

## Historia
W marcu 1947 Rada Ministrów ZSRR w ramach programu produkcji lotniczej zleciła biuru konstrukcyjnemu Pawła Suchoja zaprojektowanie myśliwca przechwytującego, napędzanego dwoma silnikami odrzutowymi Rolls-Royce Derwent V, zakupionymi w Wielkiej Brytanii, osiągającego prędkość 1000 km/h i wyposażonego w hermetyzowaną kabinę. W 1948 do wymagań dodano jeszcze wyposażenie w stację radiolokacyjną. Suchoj wybrał układ średniopłata, z silnikami w kadłubie, który był najkorzystniejszy aerodynamicznie. Z powodu dużej średnicy silników ze sprężarką odśrodkową, uniemożliwiającej umieszczenie ich obok siebie, Suchoj zdecydował umieścić je w kadłubie w układzie redanowym – jeden za drugim, w dwóch poziomach (taki sam układ wybrali Mikojan i Gurewicz dla swojego I-320 i Ławoczkin dla „200”). Suchoj następnie zdecydował zamienić silniki Derwent o ciągu 1590 kg na RD-45 – radziecką kopię Rolls-Royce Nene o ciągu 2040 kg.
Prototyp samolotu Su-15 (znanego też pod zakładowym oznaczeniem "P") ukończono we wrześniu 1948. 10 listopada 1948 podczas próby startu został on uszkodzony (złamał podwozie), ostatecznie oblatany został 11 stycznia 1949 przez G. Szijanowa. Problemem podczas lotów okazała się wibracja przy większych prędkościach (powyżej 0,87 Ma). 3 czerwca 1949 prototyp został utracony, kiedy pilot Siergiej Anochin na skutek silnych wibracji opuścił go na spadochronie. Budowy drugiego prototypu jednak nie ukończono, a w tym samym roku biuro Suchoja rozwiązano, na co najprawdopodobniej znaczny wpływ miała katastrofa Su-15.
Planowano też dwumiejscowy wariant szkolno-treningowy Su-15UT, uzbrojony w działko 37 mm N-37 i wkm UB-12,7, nie został on jednak zbudowany. Prowadzono też w 1948 prace nad wersją myśliwca eskortującego dalekiego zasięgu (3000 km), która również nie została zrealizowana.

## Opis konstrukcji
Dwusilnikowy średniopłat o konstrukcji całkowicie metalowej i skośnych skrzydłach, w układzie klasycznym. Skrzydła o kącie skosu 35°, jednodźwigarowe, przymocowane do kadłuba, wyposażone w klapy i lotki. Na każdym ze skrzydeł dwie kierownice strug powietrza. Usterzenie klasyczne, skośne; usterzenie poziome zamocowane poniżej połowy wysokości statecznika. 
Kadłub o konstrukcji półskorupowej. Z przodu okrągły wlot powietrza do silników, rozdzielający się pionową przegrodą na dwa kanały wzdłuż burt (lewy dla dolnego silnika, prawy dla górnego). Kabina pilota hermetyzowana typu wentylowanego, w przedniej części kadłuba, przesunięta nieco w lewo na skutek geometrii kanałów. Kabina zakryta oszkloną osłoną, składającą się ze stałego trzyczęściowego wiatrochronu z płaską przednią szybą pancerną grubości 100 mm i otwieranej wypukłej osłony nad pilotem. Kabina wyposażona w fotel wyrzucany, częściowo chroniona z przodu płytą pancerną 18 mm, a z tyłu od góry 12 mm. Pierwszy silnik odrzutowy umieszczony w środkowej dolnej części kadłuba, odchylony pod kątem 8°13’ w dół od osi kadłuba, z dyszą pod tylną częścią kadłuba, a drugi silnik w tylnej części kadłuba, równolegle do osi kadłuba, z dyszą na końcu kadłuba. Po obu stronach ogonowej części kadłuba hamulce aerodynamiczne w formie odchylanych hydraulicznie klap. Podwozie samolotu trójkołowe, z pojedynczymi kołami, chowane: przednie do luku w kadłubie, główne do luków w skrzydłach i kadłubie, w kierunku kadłuba, z obrotem kół o 90° (koła były pionowo w kadłubie). Samolot był wyposażony w spadochron hamujący.
Napęd: 2 silniki turboodrzutowe ze sprężarką odśrodkową RD-45 o ciągu 2040 kg, później RD-45F o ciągu 2270 kg. Paliwo w 4 zbiornikach w kadłubie o pojemności łącznie 2875 l. Przewidywano możliwość podwieszenia dodatkowego zbiornika 875 l pod kadłubem.
Uzbrojenie: 2 działka 37 mm N-37 z zapasem po 55 nabojów, po bokach przodu kadłuba. 
Wyposażenie: Stacja radiolokacyjna Torij w przedniej części kadłuba, z anteną w górnej części wlotu powietrza. Samolot był wyposażony w radiostację, radiopółkompas RPKO-10, urządzenie odpowiadające systemu swój-obcy Barij i fotokarabin S-13.